# أولاد حفوز
أولاد حفوز إحدى مدن الجمهورية التونسية، تقع في ولاية سيدي بوزيد.

## مواضيع ذات علاقة
- ولاية سيدي بوزيد.